# 오야부역
오야부역(일본어: 大藪駅)은 일본 후쿠오카현 다가와군 이토다정에 위치한 헤이세이 지쿠호 철도 이타 선의 철도역이다. 단선 승강장 1면 1선의 구조를 갖춘 지상역이다.

## 역 주변
- 국도 제201호선
- 후쿠오카 현도 420호 가나다이토다타가와 선
- 후쿠오카 현도 가와미야이타 선
- 다가와 시 미술관

## 역사
- 1897년 10월 20일 : 규슈 철도의 화물 역 오야부역이 개업.
- 1907년 7월 1일 : 규슈 철도가 국유화. 관설 철도의 역이 됨.
- 1954년 4월 1일 : 폐지.
- 1990년 10월 1일 : 현재의 역이 개업.

## 인접 역
| 헤이세이 지쿠호 철도 ■ 이토다 선 | 헤이세이 지쿠호 철도 ■ 이토다 선 | 헤이세이 지쿠호 철도 ■ 이토다 선 |
| -------------------------------- | -------------------------------- | -------------------------------- |
| 이토다 가나다 방면               | ■ 이토다 선                      | 다가와고토지 다가와고토지 방면   |